# الدوري البرازيلي الدرجة الرابعة 2011
الدوري البرازيلي الدرجة الرابعة 2011 هو الموسم 3 من الدوري البرازيلي الدرجة الرابعة. أقيم خلال الفترة 16 يوليو 2011 وحتى 20 نوفمبر 2011، وأشرف على تنظيمه اتحاد البرازيل لكرة القدم، وكان عدد الأندية المشاركة فيه 40، وفاز فيه Tupi Football Club ‏.